# Бочаров Василь Васильович
Василь Васильович Бочаро́в (нар. 1861 — пом. ?) — український архітектор; представник історизму і ретроспективізму.

## Біографія
Народився у 1861 році. Освіту здобув у Харківському реальному училищі та впродовж 1880—1885 років — у Санкт-Петербурзькому будівельному училищі, де отримав звання цивільного інженера по І розряду.
У 1887 році будував казармені корпуси у Рівному, згодом працював на Кавказі. На початку XX століття переїхав до Санкт-Петербургу і працював молодшим архітектором в Головному управлінні пошт і телеграфів.

## Споруди
- Для Катеринослава у 1903 році виконав проєкти нової поштово-телефафної контори (поштамту) і реконструкції старої пошти. Проєкти здійснені у 1905 році Олександром Міклашевським.
- Спроєктував для Харкова у 1913 році адміністративний будинок на вулиці Гамарника № 11.

## Літнетатура
- Митці України : Енциклопедичний довідник. / упоряд. : М. Г. Лабінський, В. С. Мурза ; за ред. А. В. Кудрицького. — Київ : «Українська енциклопедія» імені М. П. Бажана, 1992. — С. 88 . — ISBN 5-88500-042-5.;
- Бочаров Василь Васильович // Мистецтво України: енциклопедія: у 5 томах. / редколегія: А. В. Кудрицький (відп. ред.) [та ін.]. — Київ: «Українська енциклопедія» імені М. П. Бажана, 1995, Том 1 : А-В . — 1995, сторінки 245—246;
- Тимофієнко В. І. Бочаров Василь Васильович // Зодчі України кінця XVIII — початку XX століть. Біографічний довідник. Київ: НДІТІАМ, 1999. — 477 с. ISBN 966-7452-16-6;
- Тимофієнко В. І. Бочаров Василь Васильович // Енциклопедія сучасної України / ред. кол.: І. М. Дзюба [та ін.] ; НАН України, НТШ. — К. : Інститут енциклопедичних досліджень НАН України, 2001–2024. — ISBN 966-02-2074-X.